# Chmiel zwyczajny

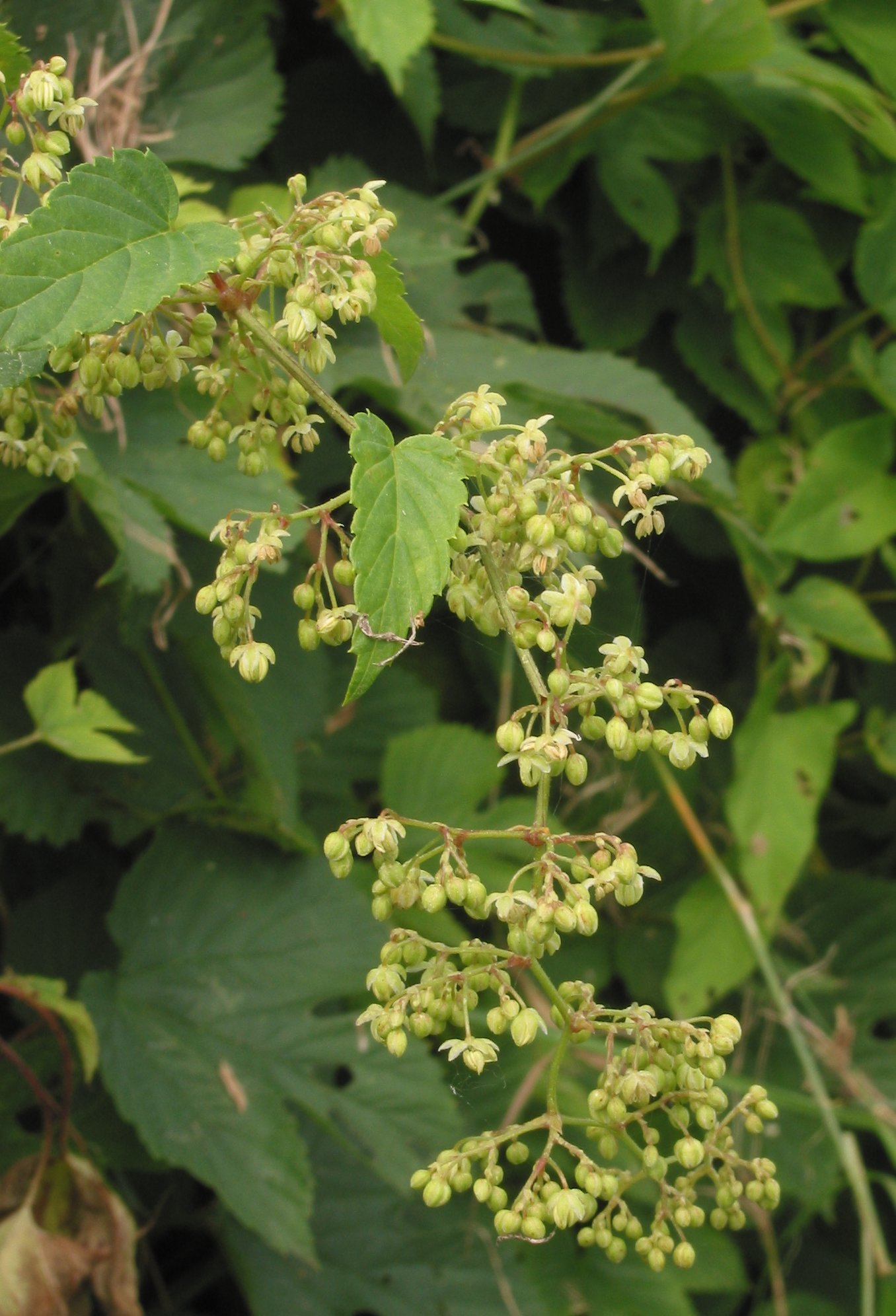
Kwiaty męskie

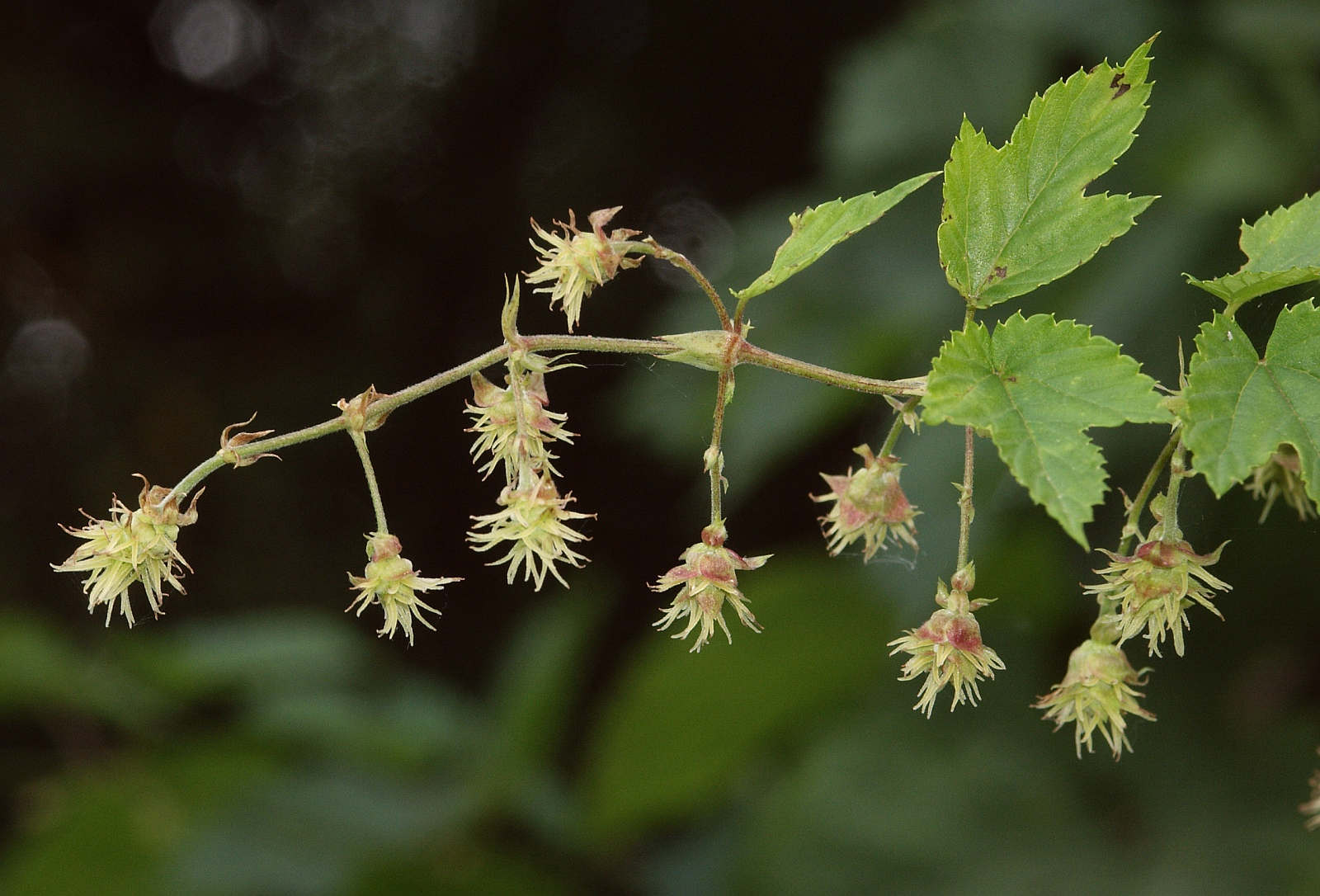
Kwiaty żeńskie

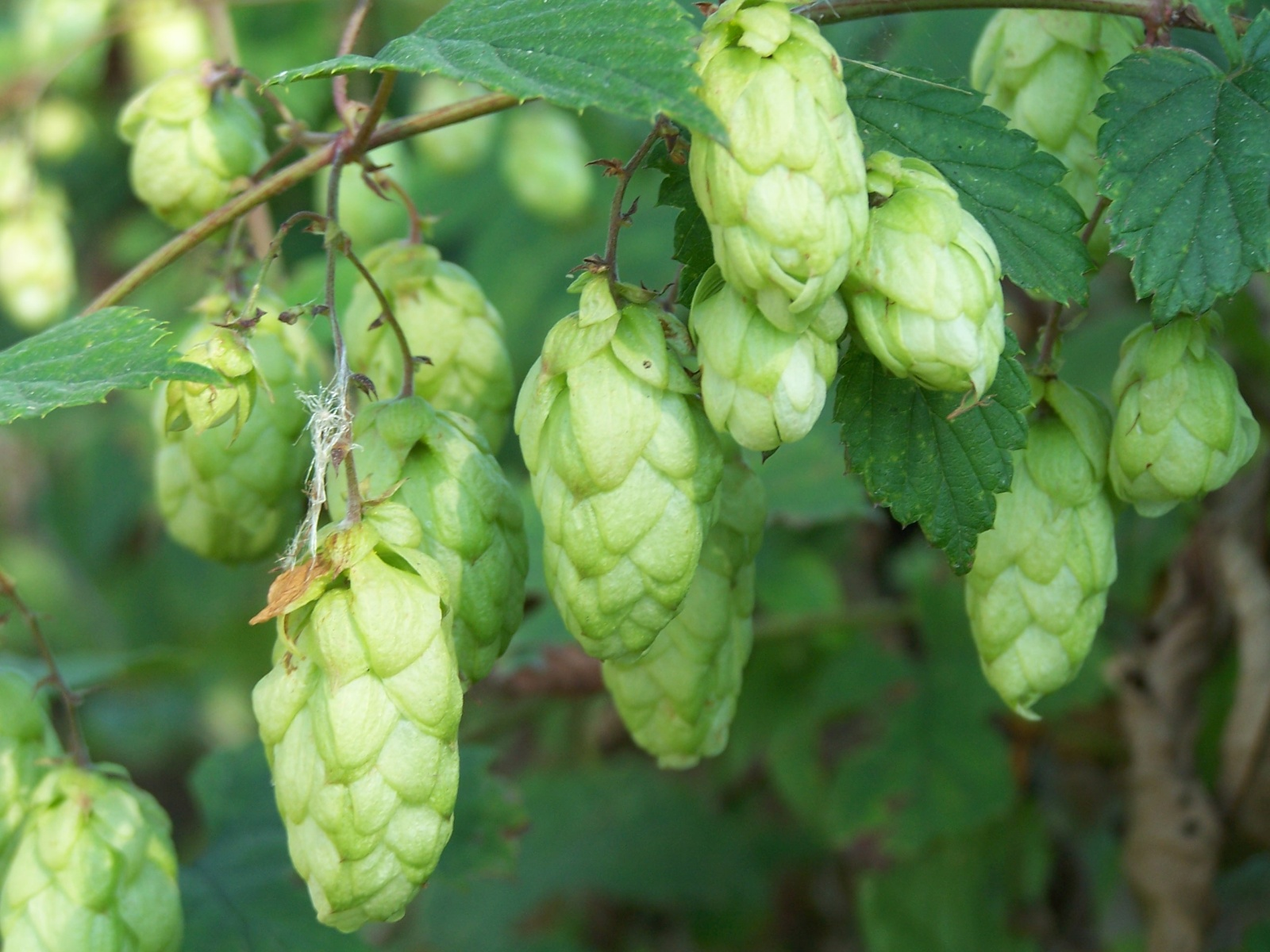
Szyszki

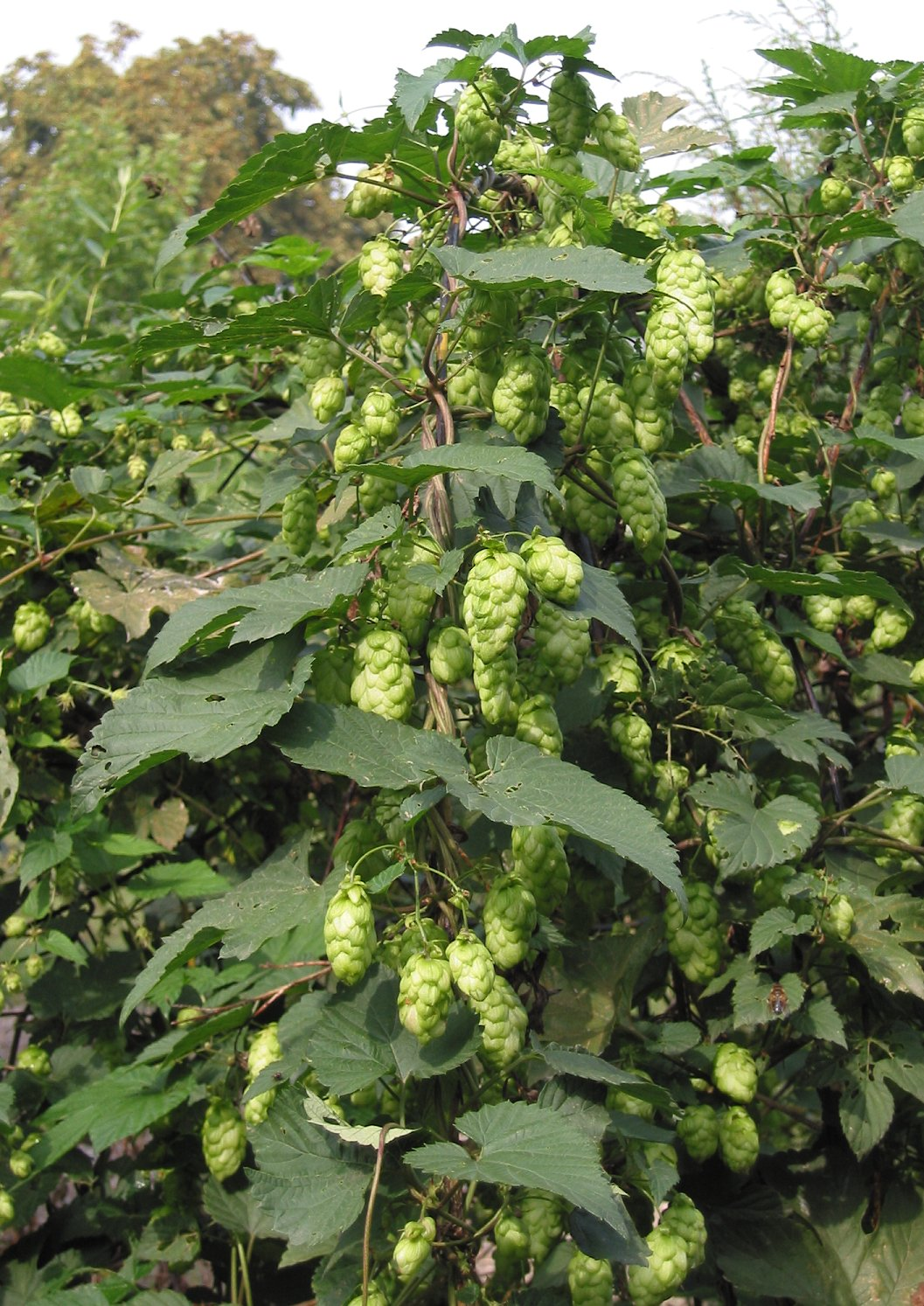
Chmiel na tyczce

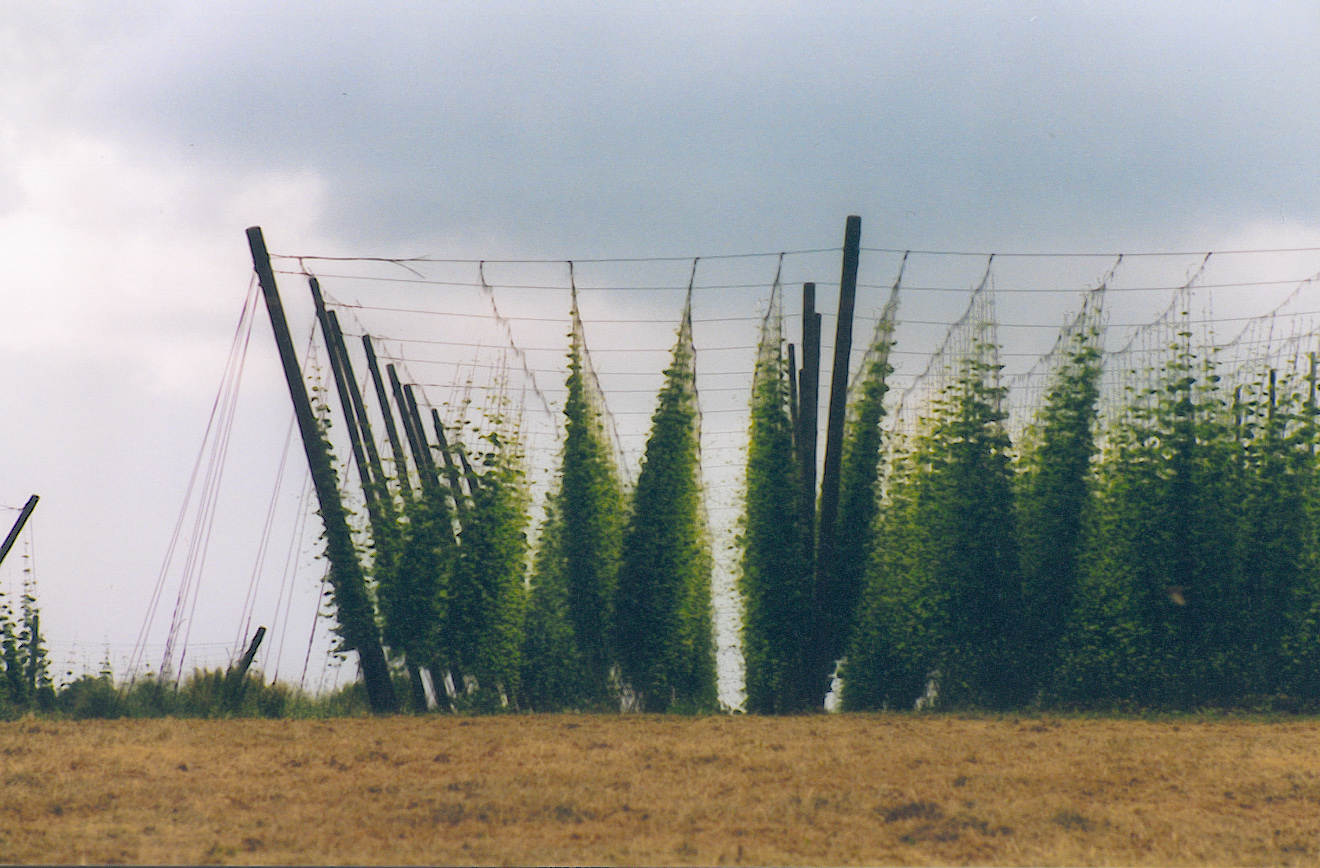
Uprawa chmielu na podporach

Chmiel zwyczajny (Humulus lupulus) – gatunek byliny z rodziny konopiowatych (Cannabaceae). Występował w stanie dzikim prawdopodobnie w południowej Europie, na Bliskim Wschodzie i w Ameryce Północnej. W Polsce gatunek pospolity do 700 m n.p.m. Uprawiany przez człowieka skolonizował (jako zdziczała roślina uprawna) strefę klimatów umiarkowanych i ciepłych całej Eurazji.

## Morfologia
ŁodygaPłożąca się lub pnąca, czterokanciasta, z haczykowato wygiętymi do tyłu włoskami na krawędziach. Zawsze wije się w prawo. Dorastająca w stanie dzikim do 6 m.
LiścieNaprzeciwległe, długoogonkowe, o 3 do 5 klapach na pędach głównych i bocznych. Tam, gdzie ukazują się kwiaty, liście są dużo mniejsze, najczęściej bezklapowe. Nasada sercowato wycięta, brzegi gruboząbkowane. Górna powierzchnia szorstko owłosiona. Przylistki jajowatolancetowate, często zrośnięte, owłosione.
KwiatyMęskie zebrane w szczytowe, zwisające, wiechowate kwiatostany wyrastające z kątów liści. Kwiaty męskie o średnicy ok. 6 mm z pięciodzielnym okwiatem i pięcioma pręcikami. Listki okwiatu owalne do podługowatolancetowate, ostre, orzęsione. Kwiaty żeńskie zebrane są w kotkowate kwiatostany przypominające szyszki roślin iglastych i tak są potocznie nazywane. Szyszki kuliste lub jajowate osiągają do 3 cm długości i zebrane są w rozgałęzione wiechy wyrastające z kątów liści. Kwiaty nie posiadają listków okwiatu. Słupek ze znamionami do 7 mm długości. Kształt szyszki nadają błoniaste łuski od zewnątrz okryte żółtopomarańczowymi gruczołkami zawierającymi lupulinę.
OwoceOrzeszki kuliste, o średnicy do 2 mm, barwy pomarańczowej do jasnobrązowej. Rozwijają się u podstaw łusek tworzących szyszkokształtny owocostan.
KorzenieMięsiste. System korzeniowy jest silnie rozbudowany, sięga bardzo głęboko.

## Biologia i ekologia
Rozwój
Roślina wieloletnia, dwupienna – na jednej roślinie wyrastają tylko kwiaty żeńskie lub tylko męskie. Co roku z podziemnej karpy wyrastają nowe pędy nadziemne i rozłogi. Roślina, jeśli nie znajdzie podpory, płoży się.
Cechy fitochemiczne
Wewnętrzna strona przysadek kwiatów żeńskich pokryta jest gruczołowatymi włoskami wydzielającymi lupulinę, gorzkawą żywicę. Lupulina formuje się w drobne ziarenka o średnicy 0,15-0,25 mm. Zawiera żywicę (do 80%), olejki eteryczne (1–6%) i kwasy chmielowe. Dodatkowo zawiera tłuszcze, białka, wielocukrowce.
Szyszki chmielowe zawierają te same substancje czynne, tylko w innych proporcjach: olejek eteryczny (0,5–2%), składający się z ok. 20 związków terpenowych i seskwiterpenowych (m.in. humulen, mircen i kariofilen), oraz żywice (10–22%), garbniki (2–5%) i flawonoidy. Zawarte w chmielu α-kwasy (humolon, kohumulon, adhumulom, prehumulon, posthumulon, adprehumulon), zaliczane do żywic chmielowych potrafią izomeryzować do izo-α-kwasów. 
Siedlisko
Rośnie w wilgotnych zaroślach, olsach i łęgach, nad rowami, a także na terenach ruderalnych, przy zabudowaniach i śmietniskach.

## Odmiany
Rozróżnia się dwie odmiany chmielu zwyczajnego:
- chmiel goryczkowy
- chmiel aromatyczny

Klasyfikacja opiera się na zawartości i proporcjach między zawartością alfa-kwasów i beta-kwasów a estrów.
W uprawie wyróżnia się wiele kultywarów. Polskie odmiany to:
| Nazwa chmielu | Zawartość alfa-kwasów |
| ------------- | --------------------- |
| Lubelski      | 2,0–3,2%              |
| Lomik         | 3,8–5,0%              |
| Limbus        | 3,0–5,5%              |
| Zbyszko       | 5,0–8,0%              |
| Sybilla       | 5,2–8,0%              |
| Izabella      | 6,5–8,5%              |
| Oktawia       | 7,0–9,3%              |
| Marynka       | 8,6–10,4%             |
| Zula          | 7,6–13,2%             |
| Iunga         | 9,3–13,2%             |

## Zastosowanie

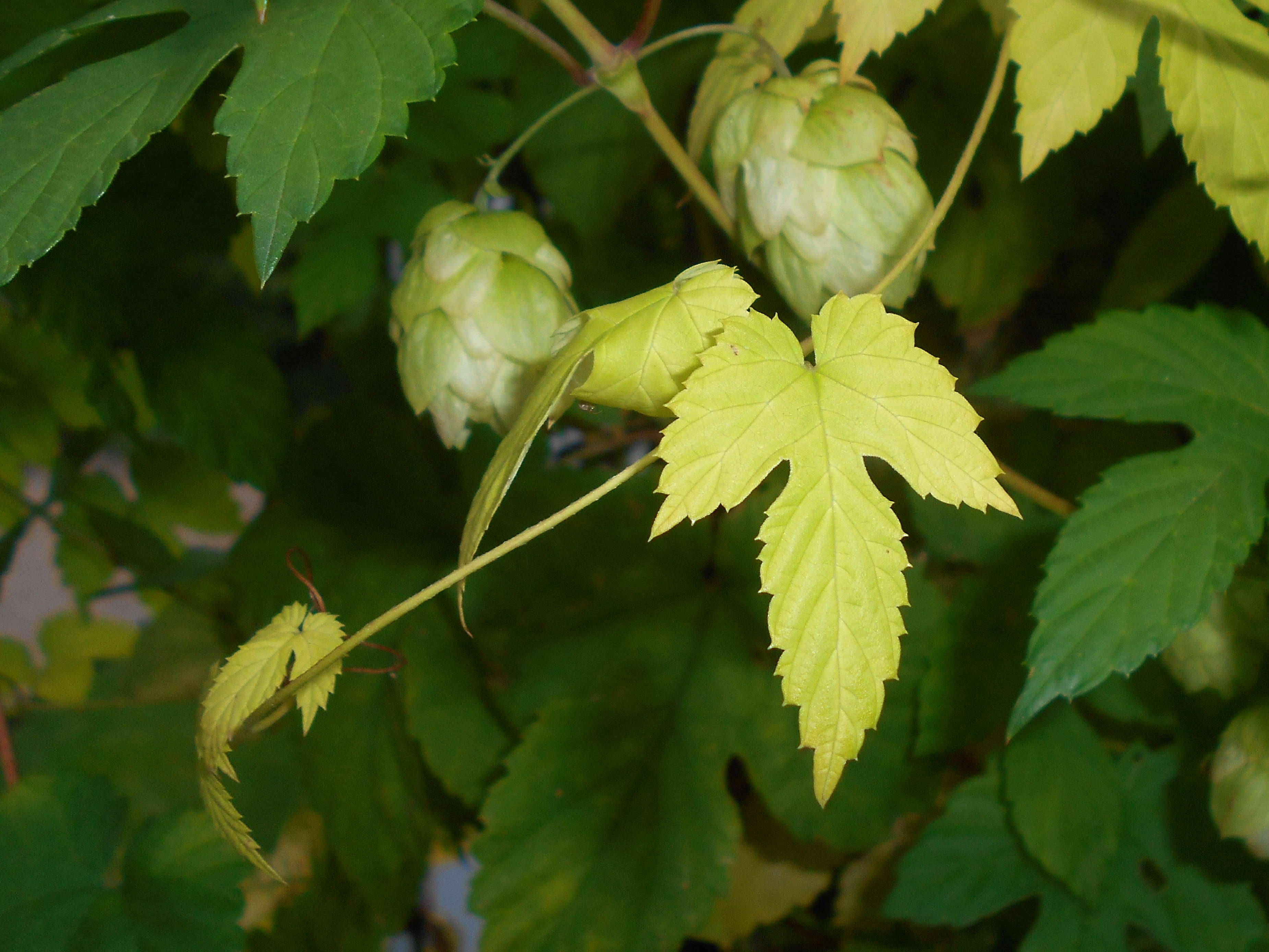
Humulus lupulus 'Aureus'

### Roślina lecznicza
Surowiec zielarskiSzyszka chmielu (Lupuli flos) – wysuszone, zwykle całe, żeńskie kwiatostany. Zawiera aromatyczną żywicę (lupulinę), olejek lotny, gorycze i inne substancje o właściwościach uspokajających, bakteriostatycznych, moczopędnych, estrogennych, czy też chemoprewencyjnych. W szczególności obecny w chmielu ksantohumol wykazuje działanie przeciwwirusowe, przeciwbakteryjne, przeciwgrzybicze, przeciwutleniające i przeciwnowotworowe (głównie wobec raka płuca, jelita grubego, piersi, jajnika, prostaty i nowotworów mózgu, jak glejak wielopostaciowy i nerwiak zarodkowy).
Działanie i zastosowanieZawarty w chmielu ksantohumol wykazuje działanie przeciwwirusowe, przeciwbakteryjne, przeciwgrzybicze, przeciwutleniające i przeciwnowotworowe (głównie wobec raka płuca, jelita grubego, piersi, jajnika, prostaty i nowotworów mózgu jak glejak wielopostaciowy i nerwiak zarodkowy). Izo-α-kwasy odpowiadają za charakterystyczną goryczkę piwa i hamują rozwój bakterii Gram-dodatnich oraz pierwotniaków.: Napar z chmielu działa skutecznie przy zasypianiu, łagodzi nadpobudliwość, ma zastosowanie w leczeniu gruczołu krokowego, usprawnia trawienie. Wyciągu z szyszek używa się na wrzody i trudno gojące się rany, ze względu na silne właściwości bakteriobójcze.

### Roślina kosmetyczna
Hormonalne działanie chmielu jest wykorzystywane w kosmetyce do opóźniania procesu starzenia się skóry. Wyciąg z chmielu jest używany do produkcji kremów, mleczek, lotionów oraz jako składnik kąpieli regeneracyjnych, a przede wszystkim do produkcji szamponów.

### Sztuka kulinarna
Młode pędy mogą mieć zastosowanie w kuchni – surowe przyrządza się jako surówki, gotowane przypominają w smaku szparagi. Pliniusz Starszy, w swojej „Historii Naturalis” wymienia chmiel jako delikatną jarzynę. Opinię tę potwierdza Marcjalis w jednym ze swoich epigramatów. Młode pędy i liście mogą zostać wykorzystane także do przygotowania zupy. Żeńskie szyszki chmielu wykorzystywane są w piwowarstwie jako przyprawa do brzeczki.

## Uprawa
Wymagania i pielęgnacja
Miejsce pod plantację powinno być nasłonecznione i osłonięte od wiatrów. Gleba żyzna, o odczynie obojętnym do lekko zasadowego. Przed założeniem plantacji prowadzi się staranne zabiegi pielęgnacyjne ziemi, nawożenie i odchwaszczanie. Następnie co roku nawozi się i wykonuje zabiegi niszczące chwasty, szkodniki i choroby.
Rozmnażanie
Plantacje chmielu owocują do kilkunastu, nawet kilkudziesięciu lat. Uprawiane są tylko osobniki żeńskie – wytwarzające szyszki. Rośliny rozmnażane są wegetatywnie. Sadzonki pozyskuje się wiosną z ubiegłorocznych pędów.
Zbiór i przechowywanie
Kwiatostany żeńskie, zwane szyszkami, zbiera się w sierpniu. Obrywane są ręcznie lub przy pomocy maszyn do zrywania. Szyszki suszy się w temperaturze do 40-55 °C). Szyszki chmielu należy przechowywać krótko (maksymalnie rok) w ciemnym i suchym miejscu.

## Produkcja na świecie w 2015 roku
| Kraj                         | Powierzchnia uprawy (hektary) | Powierzchnia uprawy (hektary) | Powierzchnia uprawy (hektary) | Produkcja oszacowana (MT = 1000kg) | Produkcja oszacowana (MT = 1000kg) | Produkcja oszacowana (MT = 1000kg) |
| ---------------------------- | ----------------------------- | ----------------------------- | ----------------------------- | ---------------------------------- | ---------------------------------- | ---------------------------------- |
| Kraj                         | chmiel aromatyczny            | chmiel goryczkowy             | Razem                         | chmiel aromatyczny                 | chmiel goryczkowy                  | Razem                              |
| Australia                    | 88                            | 400                           | 488                           | 200                                | 1001                               | 1201                               |
| Austria                      | 187                           | 58                            | 245                           | 340                                | 116                                | 456                                |
| Belgia                       | 83                            | 65                            | 148                           | 117                                | 117                                | 234                                |
| Chiny                        | 250                           | 2050                          | 2300                          | 300                                | 5700                               | 6000                               |
| Czechy                       | 4152                          | 42                            | 4194                          | 5420                               | 80                                 | 5500                               |
| Francja                      | 364                           | 49                            | 413                           | 648                                | 70                                 | 718                                |
| Hiszpania                    | 0                             | 534                           | 534                           | 0                                  | 950                                | 950                                |
| Niemcy                       | 9675                          | 7019                          | 16694                         | 16500                              | 16000                              | 32500                              |
| Nowa Zelandia                | 328                           | 60                            | 388                           | 600                                | 140                                | 740                                |
| Polska                       | 604                           | 820                           | 1424                          | 1000                               | 1452                               | 2452                               |
| Republika Południowej Afryki | 0                             | 420                           | 420                           | 0                                  | 820                                | 820                                |
| Rumunia                      | 63                            | 187                           | 250                           | 64                                 | 200                                | 264                                |
| Rosja                        | 84                            | 54                            | 138                           | 92                                 | 70                                 | 162                                |
| Serbia                       | 34                            | 33                            | 67                            | 58                                 | 76                                 | 134                                |
| Słowacja                     | 137                           | 0                             | 137                           | 124                                | 0                                  | 124                                |
| Słowenia                     | 1203                          | 25                            | 1228                          | 1930                               | 70                                 | 2000                               |
| Ukraina                      | 309                           | 60                            | 369                           | 400                                | 80                                 | 480                                |
| USA                          | 13653                         | 4654                          | 18307                         | 21572                              | 12287                              | 33858                              |
| Wielka Brytania              | 700                           | 220                           | 920                           | 900                                | 400                                | 1300                               |

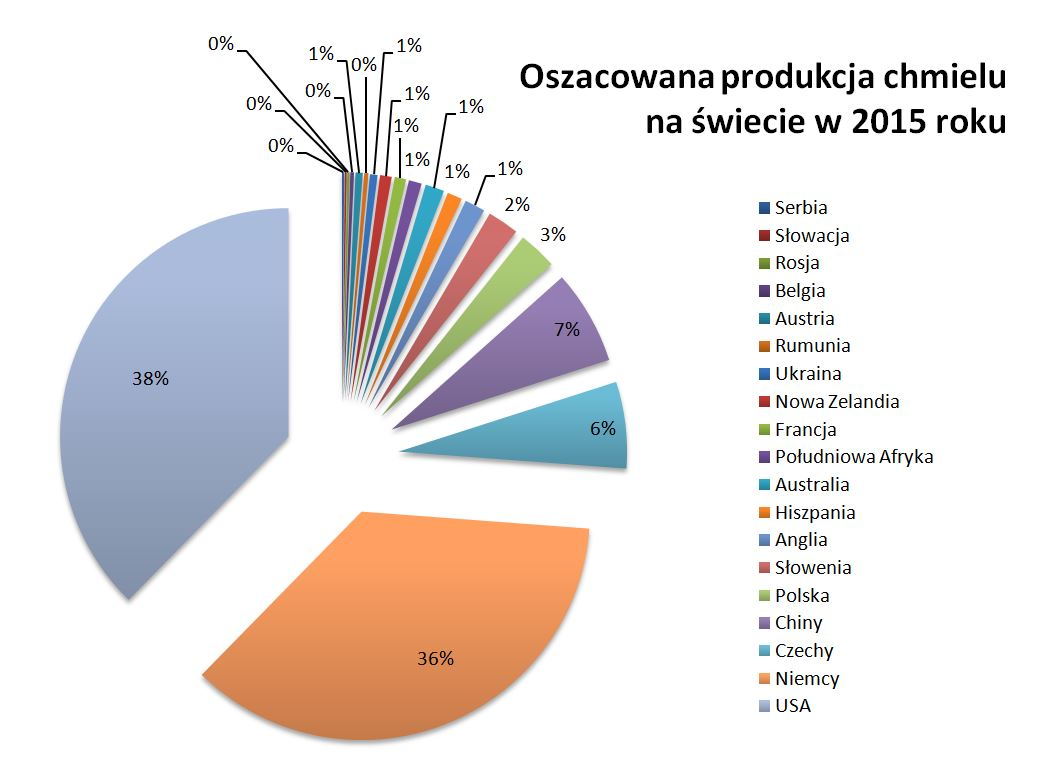
Oszacowana produkcja chmielu

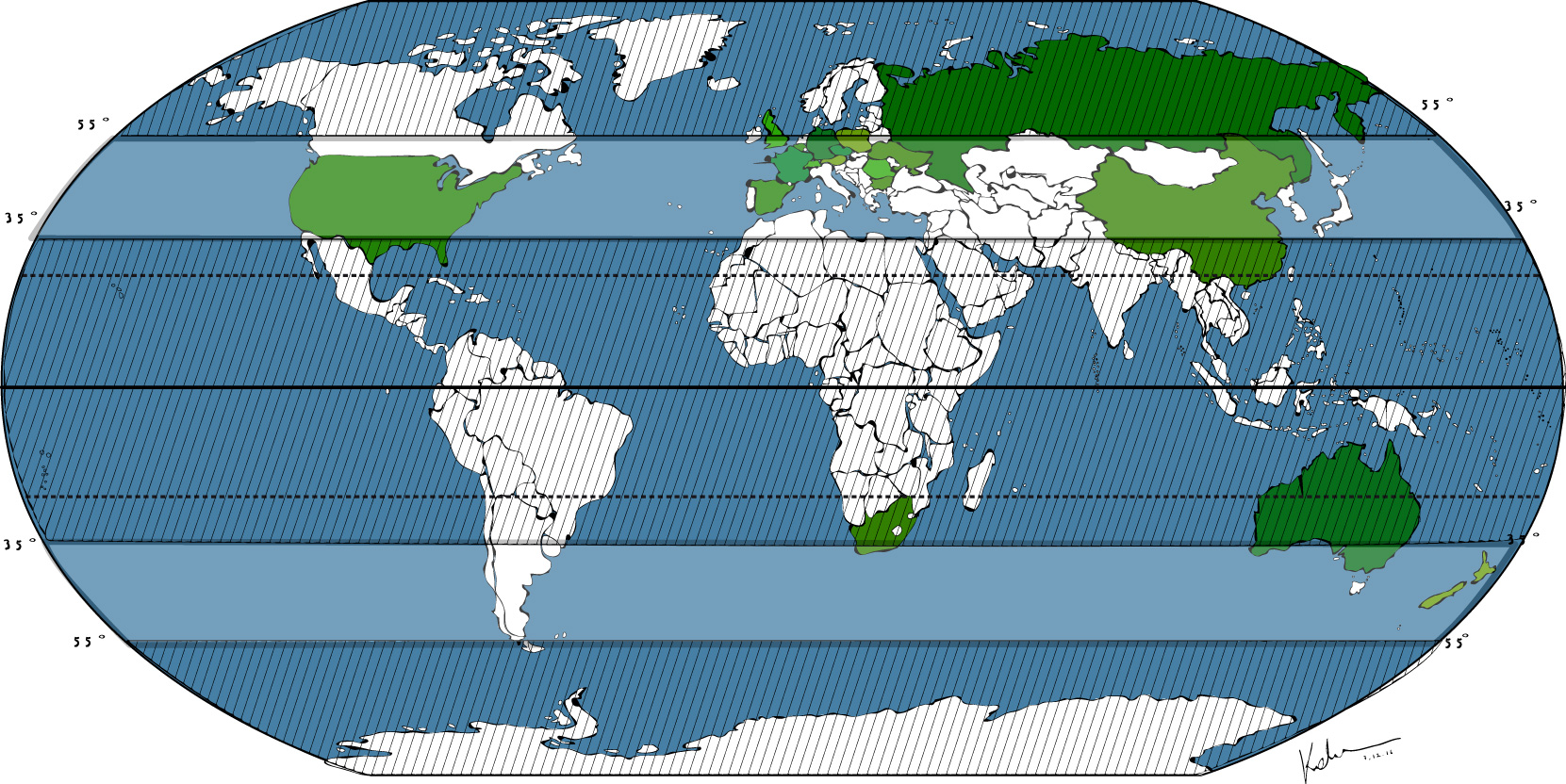
Kraje produkujące chmiel

źródło: Raport Międzynarodowej Konwencji Producentów Chmielu (IHGC)

## Produkcja chmielu w Polsce
Polska jest czwartym pod względem wielkości producentem chmielu w Unii Europejskiej oraz szóstym na świecie (wyprzedzają ją Stany Zjednoczone, Chiny, Niemcy, Czechy i Słowenia). W 2009 r. zbiory chmielu w Polsce wyniosły prawie 3700 ton i były o ponad 7 proc. większe od zbiorów w 2008 r. W 2015 r. zbiory chmielu w Polsce wyniosły około 2452 ton i były o 16% większe od zbiorów w 2014 r. Chmiel w Polsce uprawiany jest na obszarze 1424 ha. Produkcją tą zajmuje się ok. 1000 gospodarstw. W samej gminie Wilków (województwo lubelskie) ponad 600 gospodarstw uprawia 40% całej krajowej produkcji chmielu (dane na 2009 r.) Poza tym uprawy znajdują się na Dolnym Śląsku i w Wielkopolsce. W 2015 r. zbiory chmielu w Polsce wyniosły około 2452 ton i były o 16% większe od zbiorów w 2014 r. 
| lata              | 2001 | 2002 | 2003 | 2004 | 2005 | 2006 | 2007 | 2008 | 2009 | 2010 | 2011 | 2012 | 2013 | 2014 | 2015* |
| ----------------- | ---- | ---- | ---- | ---- | ---- | ---- | ---- | ---- | ---- | ---- | ---- | ---- | ---- | ---- | ----- |
| powierzchnia (ha) | 2250 | 2197 | 2172 | 2239 | 2291 | 2234 | 2179 | 2233 | 2233 | 1768 | 1768 | 1510 | 1407 | 1410 | 1424  |
| produkcja (t)     | 2200 | 2127 | 3023 | 2898 | 3414 | 2700 | 3256 | 3446 | 3446 | 1900 | 1900 | 1818 | 2421 | 2072 | 2452  |

*wielkość szacowana